# Семенко, Михайль
Михайль Семенко (укр. Михайль Семенко; настоящее имя и отчество Михаил Васильевич, укр. Михайло Васильович Семенко, больше известен как Батько «Розстрілянного Відродження» 31 декабря 1892, с. Кибинцы Миргородского уезда Полтавской губернии — 23 октября 1937, Киев) — украинский советский поэт, основоположник и теоретик украинского футуризма.

## Биография
Отец Михаила — Василий Семенко работал волостным писарем. Мать, окончившая начальные классы церковно-приходской школы, была писательницей-самоучкой, автором ряда повестей, напечатанных под её девичьей фамилией — Мария Проскуривна. 
Михаил Семенко закончил Хорольское реальное училище. В 1912 году стал студентом Психо-неврологического института в Петербурге.
В 1914 году был мобилизован в царскую армию и до 1917 года служил во Владивостоке. В 1916 году вступил в Российскую социал-демократическую рабочую партию (членство в партии прекращено в 1922 году). Активно участвовал в общественно-политической жизни Украины в годы Октябрьской революции и гражданской войны; был близок к боротьбистам. В газете «Киевская жизнь» от 11 (24) сентября 1919 года в хронике содержится следующее сообщение: «В ночь на 8-е сентября, по словам Рады, арестован в своей квартире украинский писатель Михаил Семенко…».

## Творчество
Первый сборник «Prelude» вышел в 1913 году, его поэтика складывалась под заметным влиянием поэтов «Украинской хаты». Следующие сборники — «Дерзание» и «Кверофутуризм» (1914) положили начало в украинской поэзии течению украинского кверофутуризма — искусства искания (параллельно c возникшими в России кубо- и эгофутуризмом).
Когда 1914 началась Первая мировая война, М. Семенко мобилизовали на Дальний Восток, во Владивосток, где он служил телеграфистом. Здесь поэт написал сборник «Пьеро задается» и «Пьеро любит», испытав себя в импрессионизме и символизме. Изменение художественных настроений связана с романтической и одновременно грустной любовной историей.
Грубый и ироничный поэт маскирует себя в образе лирического героя Пьеро.
В 1918—1919 годах Семенко издал в Киеве сборники стихов «Пьеро задается», «Пьеро любит» и «Девять поэм». В 1919 году — в издательстве «Фламинго», одноименном с основанной им футуристической группой, вышли в свет сборники «Пьеро мертвопетлюет», «Bloc-notes» и «В садах безрозных», а также поэма «Лилит», «ревфутпоэма» «Тов. Солнце» и «Две поэзофильмы». В это же время Семенко был редактором журнала «Искусство». На две недели был арестован деникинской контрразведкой по обвинениям в принадлежности к коммунистической партии и заключён в Лукьяновскую тюрьму, а реквизированная ими рукописная поэма «Океания» пропала навсегда.
В 1918 году — член литературной группы «Белая студия». В 1920 году Семенко вместе с М. Любченко и О. Слисаренко издает «Альманах троих». В 1921 году публикует сборник «Лучи угроз», организовывает «Ударную группу поэтов-футуристов», переименованную в ассоциацию панфутуристов «Аспанфут» (1922—1924), кредо и манифесты которой были провозглашены в альманахе «Семафор в будущее» (1922) и газете «Катафалк искусства» (1922). По влиянием критики Семенко переходит на позиции «левого фронта» («УкрЛЕФ») и превращает «Аспанфут» в «Коммункульт» (1924). Начинает работать (1924—1927) как главный редактор Одесской кинофабрики ВУФКУ.
В 1924 году Семенко публикует два сборника своих произведений 1910—1922 годов, дав им название «Кобзарь». В 1925 году выходит в свет сборник «В революции» и поезофильм «Степь». В 1927-м вместе с Г. Шкурупием и М. Бажаном выпускает альманах «Встреча на перекрестной станции» и основывает новое объединение футуристов (писатели Гео Шкурупий, Дмитрий Бузько, Леонид Скрипник, Алексей Полторацкий, Олекса Влызько и художники Вадим Меллер, Анатолий Петрицкий, и др.). под названием «Новая генерация» и начинает издавать одноимённый журнал (1927—1930). Сильно критикуемый, Семенко отошёл от футуризма (сборники «Малый кобзарь и новые стихи», 1928, «Европа и мы», 1929).
В 1929—1931 годах в Харькове выходит полное собрание сочинений Михайля Семенко в трёх томах.
В начале 1930-х годов он признает «ошибочность» своих прежних позиций (сборники «Современные стихотворения», 1931, «Из советского дневника», 1932, «Китай в огне», 1932, «Международные дела», 1933). Этот момент стал поражением всей идеи футуризма, поскольку именно Семенко стал идейным вдохновителем многих писателей в то время.

## Арест и казнь
За три дня до своего ареста, 23 апреля 1937 Михайль Семенко провёл в Киеве творческий вечер. Поскольку он постоянно жил в Харькове и часто бывал в Киеве, были подготовлены два ордера на его арест. Писателя обвинили в «активной контрреволюционной деятельности». Надломленный морально и физически, Семенко, как свидетельствуют протоколы допросов 4, 7 и 8 мая 1937 г., «признался» во всех обвинениях. 23 октября 1937 г. состоялось закрытое заседание Военной коллегии Верховного Суда СССР; которая приговорила Михаила Васильевича Семенко к высшей мере наказания — расстрелу с конфискацией имущества. В тот же день Семенко был казнён вместе с другими украинскими писателями. Михайль Семенко был реабилитирован посмертно. В деле реабилитации ходатайствовали не только Ирина Михайловна и Ростислав Михайлович Семенко (письмо в комитет партконтроля при ЦК КПСС от 21 октября 1956 г.), но и писатели, в частности, Олесь Гончар и Юрий Смолич (письмо Прокурору УССР Д. Панасюку от 27 сентября 1956 г.). «Заключение», подписанное Главным военным прокурором полковником юстиции А. Хорошим (17 апреля 1957), устанавливало, что Семенко был репрессирован безосновательно.

## Личная жизнь

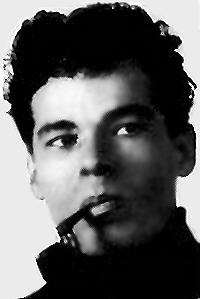

Первая жена — Лидия Ивановна Горенко (1898 г.р.), дочь украинских переселенцев на Дальний Восток. Михаил Семенко познакомился с ней во время службы во Владивостоке. В этом браке родились дочь Ирина (известный литературовед) и сын Ростислав.
Вторая жена — украинская актриса Наталья Ужвий, единственным ребенком в этом браке был сын Михаил (1927 г. р.), после развода оставшийся с матерью. Он увлекался поэтическим творчеством, но умер в возрасте 24 лет (декабрь 1951 года) от менингита, будучи студентом пятого курса Киевского университета (факультет международных отношений). Наталья Ужвий и маленький Михаил позировали для скульптурной группы «Катерина с ребенком», помещённой на открытом в 1935 г. памятнике Тарасу Шевченко в Харькове. 

## Место в истории украинской литературы
Имя Михайля Семенко (как и многих других писателей Расстрелянного возрождения) в истории литературы долгое время не упоминалось. После смерти поэта впервые его произведения были переизданы на Украине только в 1985 году (в серии «Библиотека поэта» издательства «Радянський письменник»).
Впрочем, его влияние сказалось на творчестве представителей современной украинской литературы. Среди старшего поколения можно отметить Игоря Калинца и Василя Голобородько (стихотворение «Неделя»). Среди молодых авторов эстетика футуризма отмечается в поэзии Сергея Жадана (в частности, он продолжил критику Семенко «иконы» Шевченко — стихотворение «Тарас Григорьевич Шевченко»), также написавшего кандидатскую диссертацию о взглядах Семенко, Олега Коцарева и Любови Якимчук.